# کهریز (کرمانشاه)
کهریز یا پل کهنه (به کردی: کیه‌رێز پلْ کۊیه‌نه‌) یکی از محله‌های شهر کرمانشاه است که در منطقۀ ۳ شهرداری این شهر قرار دارد.
کهریز در گذشته روستایی در دهستان قره‌سو در بخش مرکزی شهرستان کرمانشاه در شهرستان کرمانشاه و استان کرمانشاه بود. طبق سرشماری سال ۱۳۹۵ جمعیت کهریز ۸٬۶۰۰ نفر بوده‌ است.

## تاریخچه

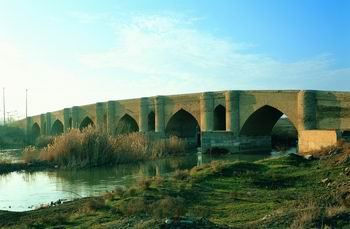
پل کهنه قره‌سو در شهرک کهریز

شهرک کهریز که به واسطۀ نزدیکی به پل کهنه با نام پل کهنه نیز خوانده می‌شود، تا سال ۱۳۹۱ روستایی از توابع دهستان دورود فرامان بود، اما در آن سال به شهر کرمانشاه ملحق شد و شهرک کهریز نام گرفت. با وجود الحاق کهریز به شهر کرمانشاه و فاصلۀ ۵ کیلومتری آن از میدان آزادی در مرکز شهر، این شهرک هنوز از امکانات عمرانی، تأسیساتی و بهداشتی شهری محروم است.